# 榊梨々亜
榊 梨々亜（さかき りりあ、1993年1月30日 - ）は、日本の元AV女優。

## 略歴・人物
神奈川県出身。趣味・特技は、犬と遊ぶこと、料理。
2016年7月、アイデアポケット専属女優としてAVデビュー。
2017年1月に発売された作品をもって引退。
LINXやファーストプロモーションに所属してた。

## 出演作品

### アダルトDVD
2016年
- FIRST IMPRESSION 101 セックスの黒帯！現役美人エステティシャンAVデビュー!（7月1日、アイデアポケット）
- アクメが爆発! 美人エステティシャン梨々亜の限界突破の超絶5本番!+大量顔射!+爆量潮噴射!（8月1日、アイデアポケット）
- 見つめ合って感じ合う情熱セックス（9月1日、アイデアポケット）共演:望月さくら
- 激ピストン! 大絶頂!大潮噴き! どれくらいセックスが好きなの? …う〜ん…宇宙くらいです…（10月1日、アイデアポケット）
- タイトスカート 痴女医の淫らな誘惑（11月7日、アイデアポケット）
- RODEO★MASTER ロデオマスター 腰ふり高速グラインド!杭打ち激ピストン!何回イッても止めてくれない馬乗り潮噴き騎乗位ファック!（12月13日、アイデアポケット）

2017年
- 大乱交 マジかよ引退!これで見納め! 美顔に初大量ぶっかけ（1月7日、アイデアポケット）

### イメージDVD
- Riria stylish charming（2016年8月4日、REbecca）
- 榊梨々亜はオレのカノジョ。（2016年10月25日、GARDEN）

## テレビ
- 男のザップ 生イキ! ジャンポケクルーズ（2016年6月16日、BSスカパー!）

## 雑誌
- 月間DMM 2016年9月号（ジーオーティー） - インタビュー